# Ovisničko ponašanje
Ovisničko ponašanje, ponašanje u čijem je sadržaju zloporaba sredstva ovisnosti: droge, alkohola, kockanja i sl. Ovisničko ponašanje još uvijek nije ovisnost, ne vodi i ne završava nužno tamo (može se raditi o eksperimentiranju sa sredstvima ovisnosti ili njihovo povremeno uzimanje), ali je rizično jer se može razviti ovisnosti.  Točnije, uvjet nastanka ovisnosti jest ovisničko ponašanje osobe koja uzima sredstva ovisnosti (drogu, alkohol, kockanje...). Važna odrednica ovisničkog ponašanja, osobito u poodmaklom ovisničkom stažu, jest tvrdokornost u ovisničkom ponašanju, otpornost na promjene, usvajanje navika koje uključuju aktivnosti usmjerene pronalaženju i zlouporabi sredstva ovisnosti (droge, alkohola, kockanja i dr.). Zbog adiktivnosti djelovanja zloporabljenog sredstva ovisnosti ovisničku je naviku vrlo je teško, a ponekad i nemoguće mijenjati. Kriminološka definicija ovisničkog ponašanja je niz kriminalnih radnji u svezi s nabavom, distribucijom i štetnom zloupotrebom droge.